# Bóng quần tại Đại hội Thể thao Đông Nam Á 2007

Bóng quần tại Đại hội Thể thao Đông Nam Á năm 2007 diễn ra từ ngày 7 đến ngày 10 tháng 12 năm 2007, tổ chức tại Ratchaphruek Club, North Park Golf and Sport Club, Bangkok, Thái Lan. Kì đại hội này chỉ tổ chức duy nhất 1 nội dung thi đấu là đơn nam. Đoàn thể thao Malaysia giành huy chương vàng tại môn này.

## Xếp hạng theo quốc gia
| Hạng | Đoàn        | Vàng | Bạc | Đồng | Tổng |
| ---- | ----------- | ---- | --- | ---- | ---- |
| 1    | Malaysia    | 1    | 1   | 0    | 2    |
| 2    | Philippines | 0    | 0   | 1    | 1    |
| 2    | Thái Lan    | 0    | 0   | 1    | 1    |
| Tổng | Tổng        | 1    | 1   | 2    | 4    |

## Bảng huy chương
| Nội dung | Vàng                  | Bạc                   | Đồng                    | Đồng                 |          |
| -------- | --------------------- | --------------------- | ----------------------- | -------------------- | -------- |
| Đơn nam  | Keo Jinn Chung Elvinn | Adnan Mohd Nafzahizam | Tangjaitrong Chatchawin | Garcia Robert Andrew | chi tiết |